# Universidade de Vassouras
A  Universidade de Vassouras é uma universidade privada localizada na cidade de Vassouras, na região sul do estado do Rio de Janeiro. É uma instituição sem fins lucrativos, mantida pela Fundação Educacional Severino Sombra. Tem sua origem na Fundação Universitária Sul-Fluminense (FUSF), instituída no ano de 1967 em Vassouras. O reconhecimento da instituição de ensino como universidade aconteceu em julho de 1997. Foi fundada pelo político e militar Severino Sombra. 
A universidade exerce grande influência no cenário da região sul fluminense.[parcial?] Todas as instalações da universidade se localizam em um raio de três quilômetros entre si, o que objetifica facilitar a locomoção dos estudantes pelos prédios. O campus da instituição fica a 120 quilômetros da capital do estado.[carece de fontes?]
A universidade disponibiliza laboratórios, salas climatizadas, biblioteca, clínica odontológica, clínica veterinária, e hospital universitário próprio (o Hospital Universitário de Vassouras).[parcial?]
Como forma de ingresso, a instituição aceita tanto o Exame Nacional do Ensino Médio (ENEM), quanto seu vestibular próprio, realizado anualmente. 